# شاين وليامز
شاين وليامز (بالإنجليزية: Shane Williams)‏ (26 فبراير 1977 سوانزي المملكة المتحدة - ) هو لاعب كرة قدم بريطاني.

## وصلات خارجية
شاين وليامز عل موقع إسبنسكروم (الإنجليزية)
- شاين وليامز على موقع ItsRugby.co.uk (الإنجليزية)